# Forsby (Klippan)
Forsby is een plaats in de gemeente Klippan in het Zweedse landschap Skåne en de provincie Skåne län. De plaats heeft 55 inwoners (2005) en een oppervlakte van 8 hectare. Forsby bestaat uit wat voornamelijke vrijstaande huizen en wordt vrijwel geheel omringd door landbouwgrond, deze landbouwgrond gaat in het oosten echter al naar een paar honderd meter over in wat bos. De plaats Klippan ligt zo'n twee kilometer ten noorden van het dorp.
Klippan · Ljungbyhed · Östra Ljungby · Stidsvig · Klippans bruk · Krika · Riseberga · Allarp · Skäralid · Källna · Tornsborg · Färingtofta · Bonnarp · Gråmanstorp · Forsby